# The Definitive Collection (Lionel Richie)
The Definitive Collection (2003) è l'ultima raccolta di Lionel Richie.
La raccolta è formata da 2 cd comprendenti in totale 38 tracce, più un DVD.

## Tracce
CD 1
1. All Night Long (All Night)
2. Say You, Say Me
3. My Destiny
4. Running with the Night
5. Dancing on the Ceiling
6. Don't Stop the Music
7. Love, Oh Love
8. Ballerina Girl
9. Love Will Conquer All
10. Do It to Me
11. Cinderella
12. Tender Heart
13. Don't Wanna Lose You
14. The Closest Thing to Heaven
15. I Forgot
16. Angel
17. To Love a Woman (featuring Enrique Iglesias)
18. Goodbye

CD 2
1. Three Times a Lady
2. Easy
3. Endless Love (con Diana Ross)
4. Hello
5. Still
6. Sail On
7. Stuck on You
8. You Are
9. Truly
10. Just to Be Close to You
11. Sweet Love
12. Penny Lover
13. Oh No
14. Lady (You Bring Me Up)
15. Wonderland
16. Machine Gun
17. Brick House
18. Too Hot Ta Trot
19. Flying High
20. Zoomin'